# Władysław Faron
Władysław Marcin Faron (ur. 19 maja 1891 w Maszkowicach, zm. 1 kwietnia 1965 w Łobzie) – polski duchowny katolicki, biskup diecezji polskiej Polskiego Narodowego Kościoła Katolickiego w latach 1928-1931, założyciel i zwierzchnik Polskiego Kościoła Starokatolickiego w latach 1931-1948.

## Życiorys

### Duchowny rzymskokatolicki
Władysław Faron był synem Jana Farona i Marianny z domu Jarek. Jego ojciec był działaczem społecznym: wójtem, wicemarszałkiem powiatu i sędzią przysięgłym przy Sądzie Okręgowym w Nowym Sączu. 
Kształcił się w szkole powszechnej w Łącku, następnie w gimnazjum w Nowym Sączu. Po maturze odbył szkolenie w szkole oficerskiej, a następnie wstąpił do Wyższego Seminarium Duchownego diecezji tarnowskiej. 14 czerwca 1917 przyjął święcenia kapłańskie z rąk biskupa tarnowskiego, Leona Wałęgi.   
Po święceniach pracował jako duszpasterz w parafiach rzymskokatolickich w: Zakliczynie, Dębnie, Siedliskach-Bogusz, Wojniczu i Nowym Wiśniczu. W 1919 roku przebywał kilka miesięcy na froncie wojny polsko-bolszewickiej i służył w Wojsku Polskim w stopniu kapelana. 
W 1922 jako wikariusz w Nowym Wiśniczu zdobył zaufanie, a przede wszystkim popularność wśród mieszkańców, gdy wdał się w spór pomiędzy parafianami i proboszczem Andrzejem Sękowskim. Nagłaśniając publicznie skandal obyczajowy, do jakiego doszło na parafii przyczynił się do odejścia starego proboszcza ze stanowiska. Mianowany tymczasowo administratorem nie zdołał jednak otrzymać nominacji na proboszcza i złożył prośbę o translokację. Swoją rezygnacją z pracy na parafii Najświętszej Maryi Panny Wniebowziętej doprowadził do buntu mieszkańców wsi. Został zamknięty przez parafian w areszcie domowym na plebanii. Doszło do kilkumiesięcznego konfliktu między parafianami i kurią biskupią o obsadę stanowiska proboszcza, a którego konsekwencją była interwencja zbrojna policji oraz wojska w Nowym Wiśniczu. Za podburzanie ludzi do zamieszek Władysław Faron został aresztowany i osadzony w więzieniu w Krakowie.      
Suspendowany w grudniu 1922 roku nie odbył proponowanej przez kurię pokuty w klasztorze redemptorystów w Tuchowie, a po opuszczeniu aresztu powrócił do Nowego Wiśnicza i założył w miejscowości niezależną parafię narodową. 31 maja 1923 r. mimo ciążącej kary kościelnej odprawił publicznie pierwszą mszę świętą w języku polskim. 19 lipca 1923 r. za swoje postępowanie został uznany przez biskupa tarnowskiego Leona Wałęgę za ekskomunikowanego latae sententiae.

### Kapłan Polskiego Kościoła Narodowego
Po opuszczeniu placówki w Nowym Wiśniczu Władysław Faron podjął studia filozoficzne na Uniwersytecie Jagiellońskim. Związał się w tym czasie z ruchem starokatolickim. Nawiązał współpracę z parafią starokatolicką w Katowicach, gdzie za zgodą miejscowego proboszcza Wilhelma Brożka udzielał się jako kapłan wspomagający. 
Po krótkim pobycie w Stanach Zjednoczonych Ameryki, podczas którego zapoznał się z działalnością Polskiego Narodowego Kościoła Katolickiego, powrócił do Polski. W 1926 zajął się organizowaniem niezależnej parafii Serca Jezusowego w Zamościu. Jednocześnie energicznie poświęcił się dziełu stworzenia w Polsce Kościoła Narodowego i podjął współpracę z misjonarzami PNKK. Szybko awansował w strukturach nowej wspólnoty wyznaniowej. Od 1927 roku zasiadał w trzyosobowym zarządzie diecezji polskiej PNKK. Był w niej odpowiedzialny za wizytację parafii, kierownictwo kleru oraz kwestie skarbowe.
W 1928 uczestniczył w Konferencji i Pierwszym Synodzie Kościoła Narodowego w Warszawie. Na zgromadzeniu tym wybrano go wikariuszem generalnym i administratorem diecezji misyjnej Polskiego Narodowego Kościoła Katolickiego w Rzeczypospolitej Polskiej.
21 marca 1929 r. na synodzie lokalnym w Zamościu Władysław Faron został wybrany na biskupa Polskiego Narodowego Kościoła Katolickiego dla Polski. Elekcja ta odbyła się jednak bez udziału delegata biskupa naczelnego PNKK. W związku z podejrzeniem braku legalności uchwał synodu zamojskiego sprawę musiało rozpatrzyć kolejne zgromadzenie. 24 kwietnia 1929 r. Synod Nadzwyczajny w Krakowie ponownie przeprowadził wybór biskupów dla Polski. Władysław Faron otrzymał wówczas nominację na biskupa diecezji wschodniej, zwanej lubelsko-małopolską. Ponadto zgromadzenie to mianowało go pierwszym przewodniczącym Prezydium Rady Kościoła. Z uwagi na problemy wewnętrzne Kościoła, związane przede wszystkim z rywalizacją o wpływy biskupów elektów Stanisława Zawadzkiego i Władysława Farona, w dniach 17-18 grudnia 1929 odbyła się kolejna elekcja w Krakowie. Władysław Faron otrzymał tym razem nominację na jedynego biskupa PNKK dla Polski.
Jako biskup elekt Władysław Faron udał się do Stanów Zjednoczonych Ameryki, gdzie 30 stycznia 1930 r. otrzymał sakrę z rąk biskupa naczelnego PNKK, Franciszka Hodura. Po powrocie do Polski osiadł w Krakowie i objął funkcję biskupa diecezjalnego. 15 października 1930 r. spotkała go za to ze strony Kościoła katolickiego kara ekskomuniki większej i przeniesienia do stanu świeckiego.
Władysław Faron okazał się biskupem autorytarnym, łamiącym zasady kolegialności władzy w PNKK. Niemal natychmiast po powrocie do kraju zaczął lansować projekt odłączenia polskiej diecezji Kościoła od macierzy w Stanach Zjednoczonych Ameryki. Samowolnie podejmował próby nawiązania unii kościelnej z Polskim Autokefalicznym Kościołem Prawosławnym. Podobne rozmowy prowadził z Wileńskim Kościołem Ewangelicko-Reformowanym.
Próby jednoosobowego przewodzenia diecezji polskiej Polskiego Narodowego Kościoła Katolickiego, ignorowanie postanowień lokalnych zgromadzeń Kościoła dość szybko spotkały się z krytyką ze strony części wiernych i duchowieństwa, które w tym celu odwołały się do VI Synodu Powszechnego PNKK obradującego w Buffalo. Ze Stanów Zjednoczonych Ameryki została przysłana delegacja biskupia do rozpatrzenia sprawy.
2 września 1931 roku na tzw. zjeździe krakowskim doszło do rozłamu w strukturach polskiej prowincji PNKK. Władysław Faron, który zignorował to spotkanie, został zawieszony w czynnościach biskupich. Było to jednoznaczne z opuszczeniem przez niego Polskiego Narodowego Kościoła Katolickiego.

### Biskup Polskiego Kościoła Starokatolickiego
Po zerwaniu współpracy z Diecezją Misyjną Polskiego Narodowego Kościoła Katolickiego Władysław Faron obłożył anatemą biskupów PNKK i zorganizował własną denominację starokatolicką, której został zwierzchnikiem. Początkowo podjęte zostały rozmowy zjednoczeniowe z Wileńskim Kościołem Ewangelicko-Reformowanym, a następnie z Polskim Autokefalicznym Kościołem Prawosławnym. Obie unie nie trwały jednak dłużej niż kilka miesięcy. Pomysły biskupa Władysława Farona spotkały się bowiem ze sprzeciwem wiernych. 
Na zorganizowanym w 1932 synodzie w Zamościu Władysław Faron został ogłoszony arcybiskupem metropolitą z siedzibą tytularną w Efezie. W 1933 założona przez niego wspólnota określana jako Kościół Katolicki Apostolski Polsko-Narodowy alias Polski Kościół Starokatolicki, aby pozornie podtrzymać związki z Unią Utrechcką i otrzymać formalne uznanie Rzeczypospolitej Polskiej, zawarła unię kościelną z parafią Diecezji Starokatolickiej Niemiec w Katowicach. Nie udało się jednak tego połączenia prawnie zalegalizować w Ministerstwie Wyznań Religijnych i Oświecenia Publicznego. Problematyczny w stosunkach z państwem polskim był bowiem nieuregulowany statut tej jednostki kościelnej. W okresie międzywojennym zwierzchnik Polskiego Kościoła Starokatolickiego rezydował początkowo przy kościele katedralnym w Zamościu, a następnie przy kurii arcybiskupiej pod adresem ul. Marszałkowska 68 w Warszawie.
W 1934 biskup Władysław Faron konsekrował w Warszawie dwóch swoich sufraganów: Adama Jurgielewicza i Jana Perkowskiego. W 1936 w Polskim Kościele Starokatolickim doszło do kryzysu. Władysław Faron próbował pojednać się z PNKK i nawiązał w tym celu kontakt z biskupem Franciszkiem Hodurem. Zabiegi te jednak udaremnili pozostali hierarchowie. W efekcie napięć i nieporozumień wewnątrz Kościoła doszło do rozłamu między biskupami. Wspólnotę biskupa Farona opuścił wraz z podległymi mu parafiami biskup Jurgielewicz. Perkowski natomiast wyjechał do Brazylii, gdzie rozpoczął starania o utworzenie diecezji starokatolickiej. Misja te zaowocowała podjęciem współpracy Polskiego Kościoła Starokatolickiego z Wolnym Kościołem Katolickim i jego liderem Salomão Barbosa Ferrazem.
Podczas II wojny światowej działalnością biskupa Farona zainteresowały się niemieckie władze okupacyjne w Generalnym Gubernatorstwie. Najpierw Niemcy próbowali administracyjnie zmusić go do połączenia Polskiego Kościoła Starokatolickiego z tolerowanym Kościołem Starokatolickim Unii Utrechckiej w Generalnym Gubernatorstwie lub ze Starokatolickim Kościołem Mariawitów. Później zaczęli go szantażować. Ponieważ odmówił współpracy – pod groźbą uwięzienia w obozie KL Auschwitz – zażądano od niego, aby oskarżył katolickich biskupów Stanisława Galla i Czesława Sokołowskiego o zajmowanie się polityką. Miał to być pretekst do wysłania ich do KL Dachau. I tym razem biskup odmówił. W 1940 został aresztowany przez Gestapo i osadzony w warszawskim areszcie śledczym przy alei Szucha. Skazano go na śmierć. W 1941, tuż przed egzekucją, wyrok zamieniono na pobyt w obozie koncentracyjnym KL Auschwitz. Ostatecznie jednak biskup Faron trafił na dwa lata do więzienia w Siedlcach. 
Po uwolnieniu Władysław Faron osiadł w Legionowie. W 1945 roku uczestniczył tam w organizacji powojennego samorządu terytorialnego. Pełnił funkcję pierwszego przewodniczącego Prezydium Gminnej Rady Narodowej. Stworzył też od podstaw parafię starokatolicką i wybudował świątynię. Parafia nie odniosła ona jednak sukcesu misyjnego i szybko straciła wszystkich wiernych. Po tym niepowodzeniu przeniósł się do Łodzi, gdzie objął probostwo w tamtejszej parafii starokatolickiej. W tym czasie z inicjatywy Chrześcijańskiej Rady Ekumenicznej próbował zorganizować na terenie Polski unię Kościołów starokatolickich złożoną ze Starokatolickiego Kościoła Mariawitów, diecezji polskiej Polskiego Narodowego Kościoła Katolickiego i Polskiego Kościoła Starokatolickiego. PNKK sprzeciwił się jednak takiemu rozwiązaniu i unia nie doszła do skutku.

### Rekoncyliacja
W 1948 Władysław Faron wraz z księżmi Bronisławem Jaegerem i Antonim Kaflem postanowił powrócić do Kościoła rzymskokatolickiego. Dzięki wstawiennictwu jezuitów uzyskał możliwość spotkania z prymasem Polski, Augustem Hlondem. 9 lutego 1948 złożył oświadczenie o chęci powrotu do jedności z Kościołem katolickim i wyrzekł się dotychczas wyznawanej doktryny starokatolicyzmu. Skierowany na pokutę do klasztoru paulinów na Jasnej Górze, 27 lutego 1948 w obecności biskupa częstochowskiego Teodora Kubiny złożył tam rekoncyliację i został ponownie przyjęty w stan duchowieństwa rzymskokatolickiego.
Według wspomnień świadków w intencji nawrócenia i powrotu do Kościoła rzymskokatolickiego biskupa Władysława Farona miała ofiarować swoje życie męczennica z czasów II wojny światowej, błogosławiona Celestyna Faron.
Z uwagi na brak zgody polskich biskupów rzymskokatolickich na przyjęcie Władysława Farona do Episkopatu Polski, jako kapłan rzymskokatolicki zrezygnował on z noszenia stroju biskupiego, a swoje insygnia biskupie ofiarował jako wotum na Jasnej Górze.
Po przystąpieniu do Kościoła rzymskokatolickiego Władysław Faron został inkardynowany do administratury apostolskiej w Gorzowie Wielkopolskim. Od 1948 był wikariuszem w Świdwinie. Uczył religii w miejscowym gimnazjum i liceum przyrodniczym oraz w szkole krawieckiej. Jednocześnie administrował i organizował parafię w Łobzie. Od 1956 był proboszczem parafii w Szczecinie-Pomorzanach, następnie od 1957 proboszczem parafii w Zbąszynku, a od 1958 w Szczecinie Dąbiu. W latach 1962–1963 administrował parafią w Zamęcinie. Przyczynił się tam do odbudowy zniszczonych kościołów, organizował życie parafialne. Za swoją działalność został uhonorowany godnością kanonika. Mimo że w Kościele rzymskokatolickim nie pełnił funkcji biskupich, do końca życia posiadał prawo do używania pontyfikaliów, jednakowoż nigdy z niego nie korzystał.
W 1963 przeszedł na emeryturę. Zmarł w 1965 i został pochowany na cmentarzu parafialnym w Łobzie.

## Władysław Faron w literaturze
Władysław Faron był jednym z bohaterów powieści Jana Brzękowskiego Międzywojnie.